# Dominik Kun
Dominik Kun (Giżycko, 22 giugno 1993) è un calciatore polacco, centrocampista del Wisła Płock.

## Biografia
È fratello di Patryk Kun, anch'egli calciatore. 

## Caratteristiche tecniche
È un'ala sinistra, ma nel corso della carriera è stato schierato sulla corsia di destra. 